# Kreis Sullens
| Kreis Sullens           | Kreis Sullens     |
| Basisdaten              | Basisdaten        |
| ----------------------- | ----------------- |
| Staat:                  | Schweiz           |
| Kanton:                 | Waadt (VD)        |
| Bezirk:                 | Cossonay          |
| Hauptort:               | Sullens           |
| Fläche:                 | 31,66 km²         |
| Einwohner:              | 8492 (31.12.2023) |
| Bevölkerungsdichte:     | 268 Einw. pro km² |
| Aufgehoben am:          | 31. Dezember 2006 |
| Karte                   |                   |
| Karte von Kreis Sullens |                   |

Der Kreis Sullens (französisch Cercle de Sullens) war bis zum 31. August 2006 eine Verwaltungseinheit des Bezirks Aubonne im Kanton Waadt in der Schweiz. Sitz des Kreisamtes war Sullens.
Der Kreis umfasste acht Gemeinden und war 31,66 km² gross. Die Gemeinden des ehemaligen Bezirkes zählten Ende 2023 8492 Einwohner.
| Wappen            | Name der Gemeinde | Einwohner (31. Dezember 2023) | Fläche in km² | Einw. pro km² |
| ----------------- | ----------------- | ----------------------------- | ------------- | ------------- |
| Bettens           | Bettens           | 644                           | 3,74          | 172           |
| Bournens          | Bournens          | 518                           | 3,91          | 132           |
| Boussens          | Boussens          | 1023                          | 3,16          | 324           |
| Daillens          | Daillens          | 1062                          | 5,52          | 192           |
| Mex               | Mex (VD)          | 814                           | 2,20          | 288           |
| Penthaz           | Penthaz           | 1898                          | 3,84          | 494           |
| Sullens           | Sullens           | 1198                          | 3,91          | 306           |
| Vufflens-la-Ville | Vufflens-la-Ville | 1335                          | 5,38          | 248           |
| Total (8)         | Total (8)         | 8492                          | 31,66         | 268           |